# Sankt Olofs kapell, Linköpings stift
Sankt Olofs kapell är en kyrkobyggnad i Gryt i Östergötland.  Den är församlingskyrka i Valdemarsviks församling, Linköpings stift.

## Kyrkobyggnaden
Ursprungliga kyrkan på platsen var en liten stenkyrka uppförd på 1300-talet. Den ligger norr om Gryts kyrka och revs 1798. Sakristian bevarades och har byggts om till en lillkyrka som heter S:t Olofs kapell år 1906. 
På kyrkogården är tonsättaren Ture Rangström begravd.

## Inventarier

### Orgel
I kapellet står en elektrisk orgel med två manualer och pedal.